# Dillard (Georgia)
Dillard – miasto w Stanach Zjednoczonych, w stanie Georgia, w hrabstwie Rabun.